# Škoda 706 RTO
Škoda 706 RTO (rámový trambusový osobní) je typ československého autobusu, který byl vyráběn národním podnikem Karosa mezi lety 1958 a 1972 (první prototyp již roku 1956). Odvozen byl z nákladního automobilu Škoda 706 RT. Ve výrobě byl nahrazen autobusy Karosa řady Š. V Polsku byl ale licenčně vyráběn pod označeními Jelcz 272 a Jelcz 041 až do roku 1977.

## Výroba
V Československu se na výrobě autobusů 706 RTO podílely podniky LIAZ (podvozek a motor) a Karosa (karoserie a kompletace). Od roku 1958 byly ve Státní výrobnách autodílů (SVA) v Holýšově prováděny generální opravy autobusů Škoda 706 RO, při kterých byly na původní podvozek dosazovány karoserie typu RTO vyrobené právě v Holýšově, čímž de facto vznikl nový vůz. V letech 1967 až 1972 potom SVA Holýšov stavěl vlastní autobusy 706 RTO-SVA na podvozcích z LIAZu.
S výrobou autobusů Škoda 706 RTO se skončilo ve Vysokém Mýtě v 70. letech (od roku 1964 do roku 1968 se souběžně vyráběly ve Vysokém Mýtě i autobusy nového typu ŠM 11, až v roce 1970 řadu RTO zcela nahradila výroba autobusů typu ŠL 11), ale ještě mnoho let poté se jejich podvozky a motory dodávaly např. do Polska pro stavbu autobusů Jelcz 272 a 041. V Polsku licenční výroba skončila v roce 1977.
Autobus 706 RTO byl vyráběn pod značkou Škoda, neboť až do začátku výroby řady Š v Karose (polovina 60. let) byly autobusy vyrobené v Československu označovány podle značky motoru.
V Karose bylo vyrobeno celkem 14 451 vozů 706 RTO. K tomu je ale potřeba připočítat ještě autobusy a karoserie vyrobené v SVA Holýšov a v LIAZu Rýnovice.
Ještě na počátku 90. let bylo na původním strojním zařízení v LIAZu vyráběno několik desítek nových motorů 706 ročně jako náhradní díly.

## Konstrukce
Vůz je dvounápravový a má trambusovou, polosamonosnou karoserii (jejíž ocelová kostra byla elektricky svařena) spočívající na nosném rámu. Vozová skříň byla oplechována z lisovaných profilů. Vstup do autobusu zajišťovaly jedny nebo dvoje (podle verze) dveře, které byly ovládány mechanicky nebo elektropneumaticky řidičem či průvodčím. Řidič měl navíc svoje vlastní dvířka v levé bočnici, která vedla přímo na jeho stanoviště. Interiér vozu byl obložen umakartem, střecha dřevovláknitými děrovanými deskami. Varianty MTZ, MEX a KAR byly uzpůsobeny k tahání autobusových vleků (Karosa B 40, Jelcz PO-1E).
Autobus byl díky svému tvaru přezdíván „vajíčko“ nebo „okurka“ nebo „knedlík“.
Velmi často se uvádí, že design karosérie je dílem Otakara Diblíka. Není to však úplně pravda: Diblík totiž přišel do Karosy až v době, kdy byl autobus téměř dokončený, podílel se tedy spíš na detailech, než na kompletním výtvarném řešení. Je také vysoce nepravděpodobné, že by zaběhlí návrháři z dob Sodomky ponechali vytvoření karosérie na čerstvém absolventu vysoké školy. Výše uvedené tvrzení spíše vychází z toho, že Diblík skutečně vytvořil interiér speciální luxusní verze autobusu pro výstavu Expo 58 v Bruselu. Ten byl určen pro 24 sedících cestujících, v jeho výbavě byl i televizor a v zadní části toaleta a kuchyňka. Pravděpodobně se později Diblíkovo jméno nepřesně vztáhlo na celou řadu RTO.

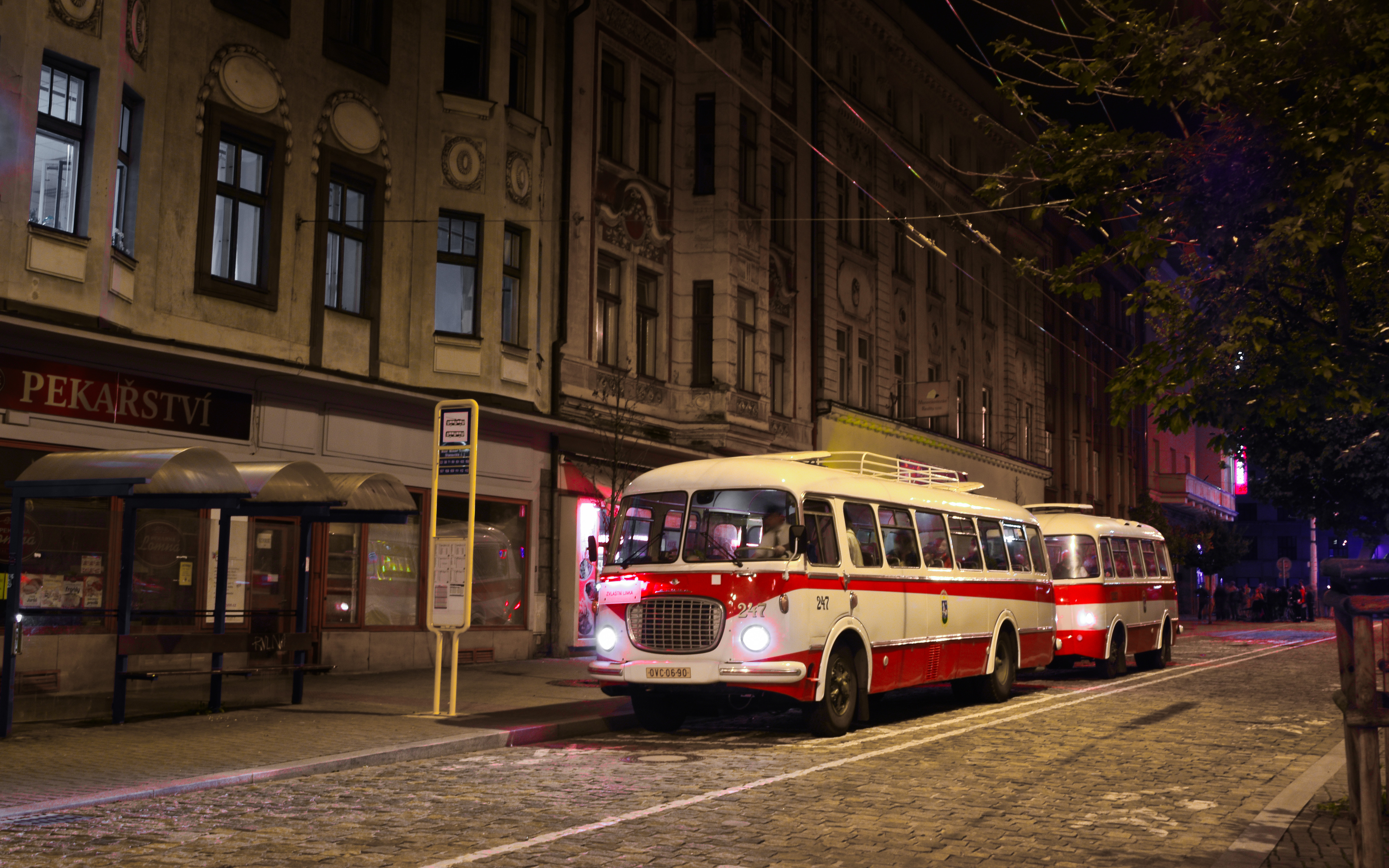
Škoda 706 RTO CAR v Ostravě
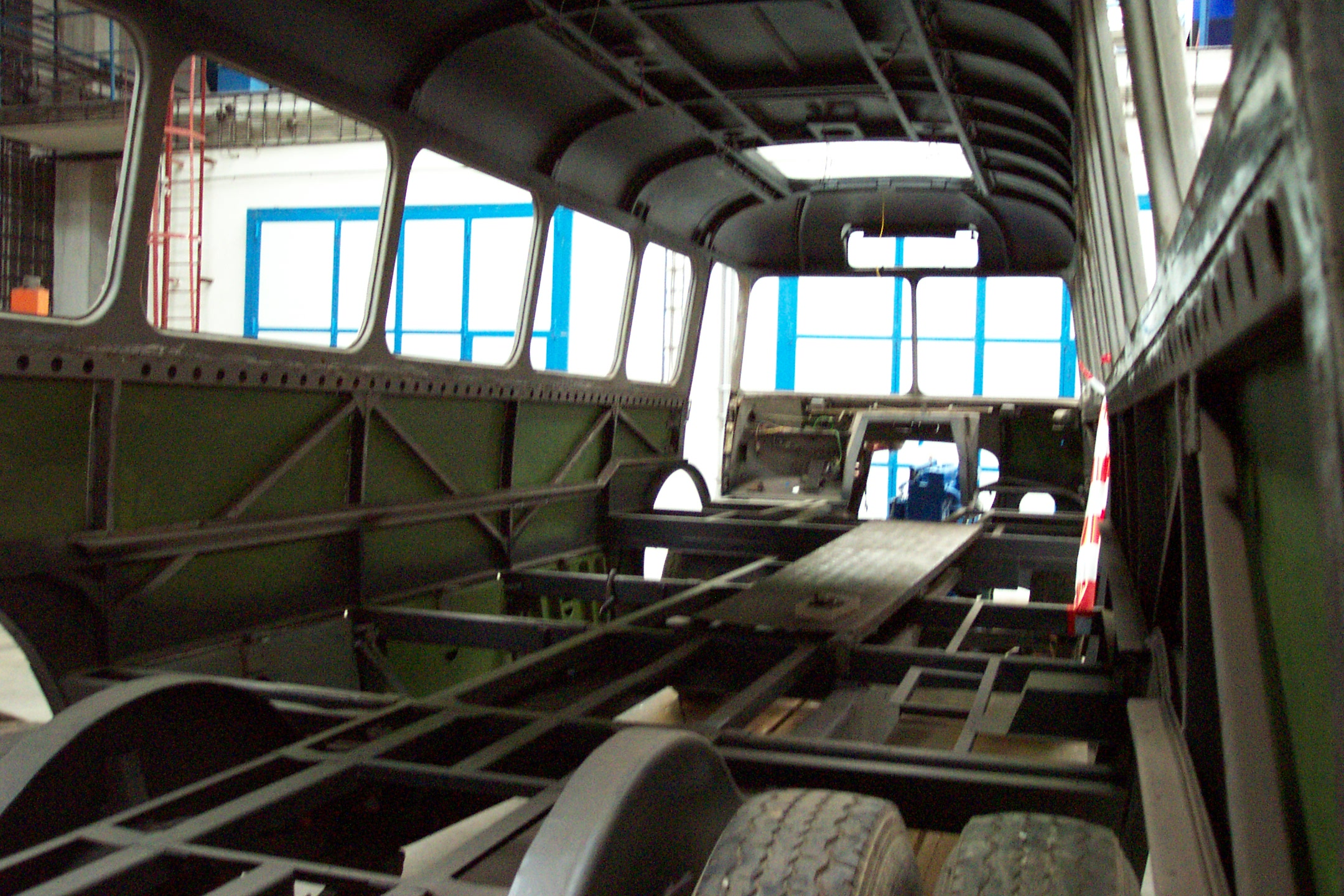
Škoda 706 RTO MEX, podvozek a konstrukce
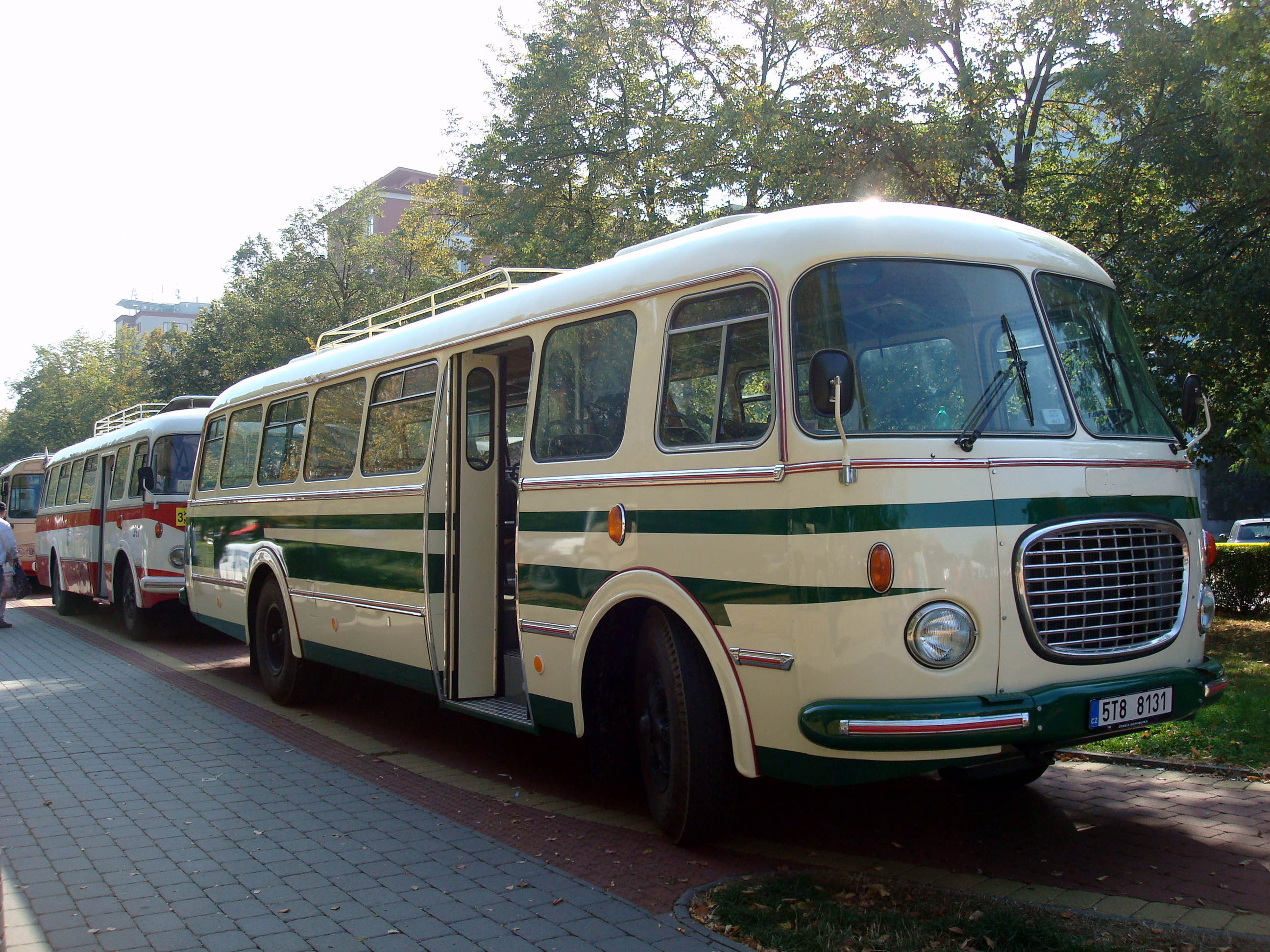
Škoda 706 RTO CAR
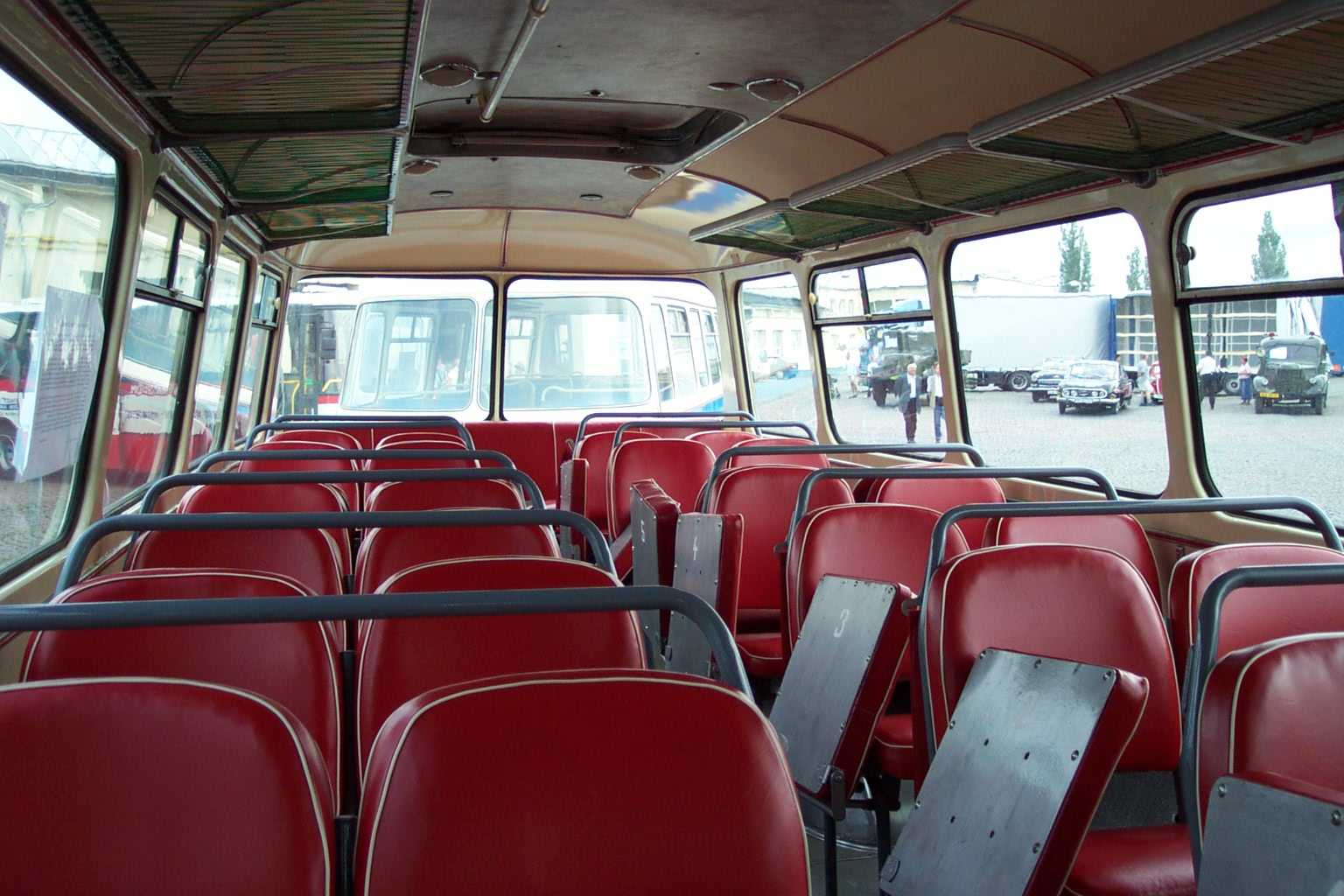
Škoda 706 RTO CAR, interiér
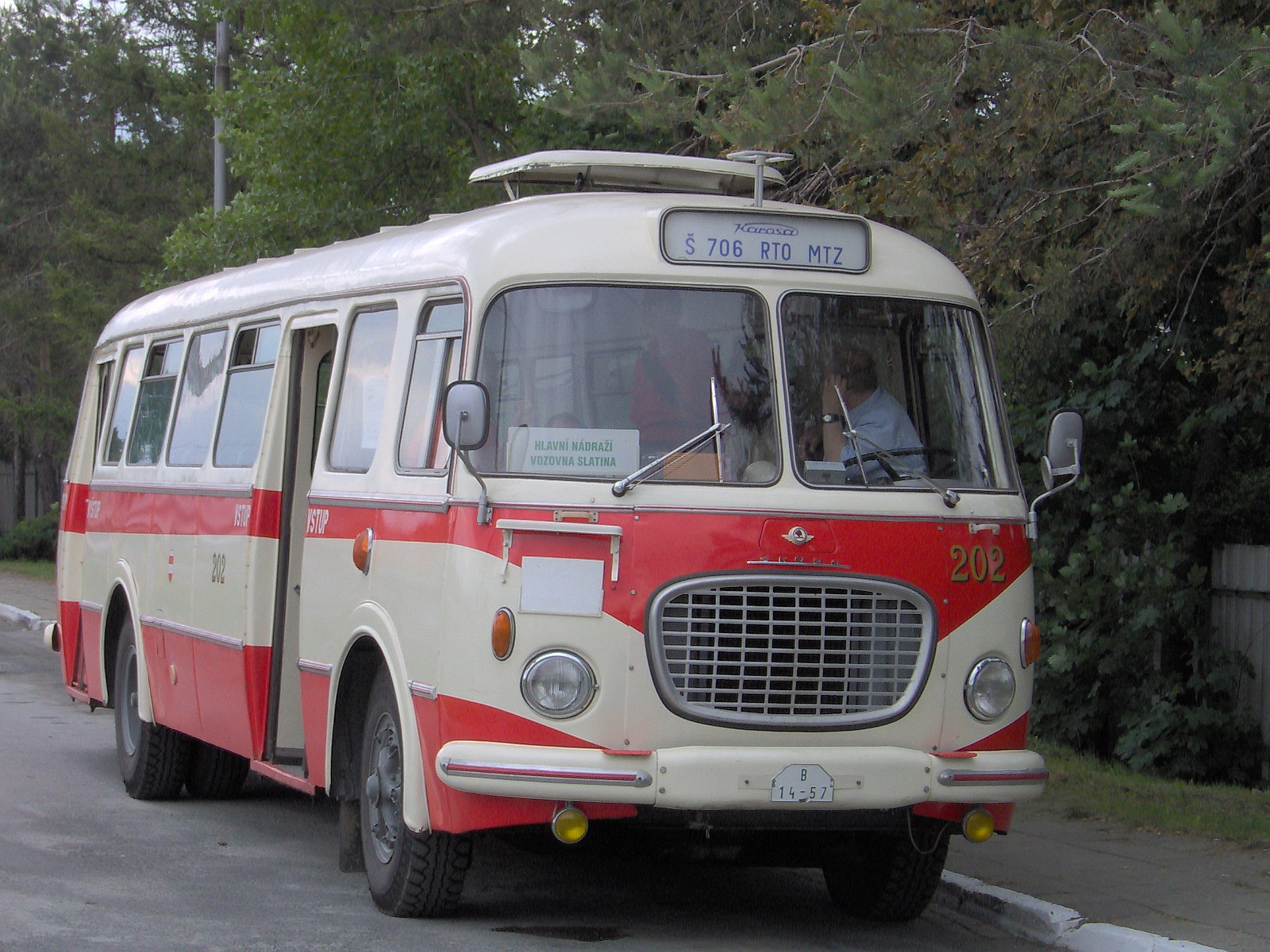
Škoda 706 RTO MTZ
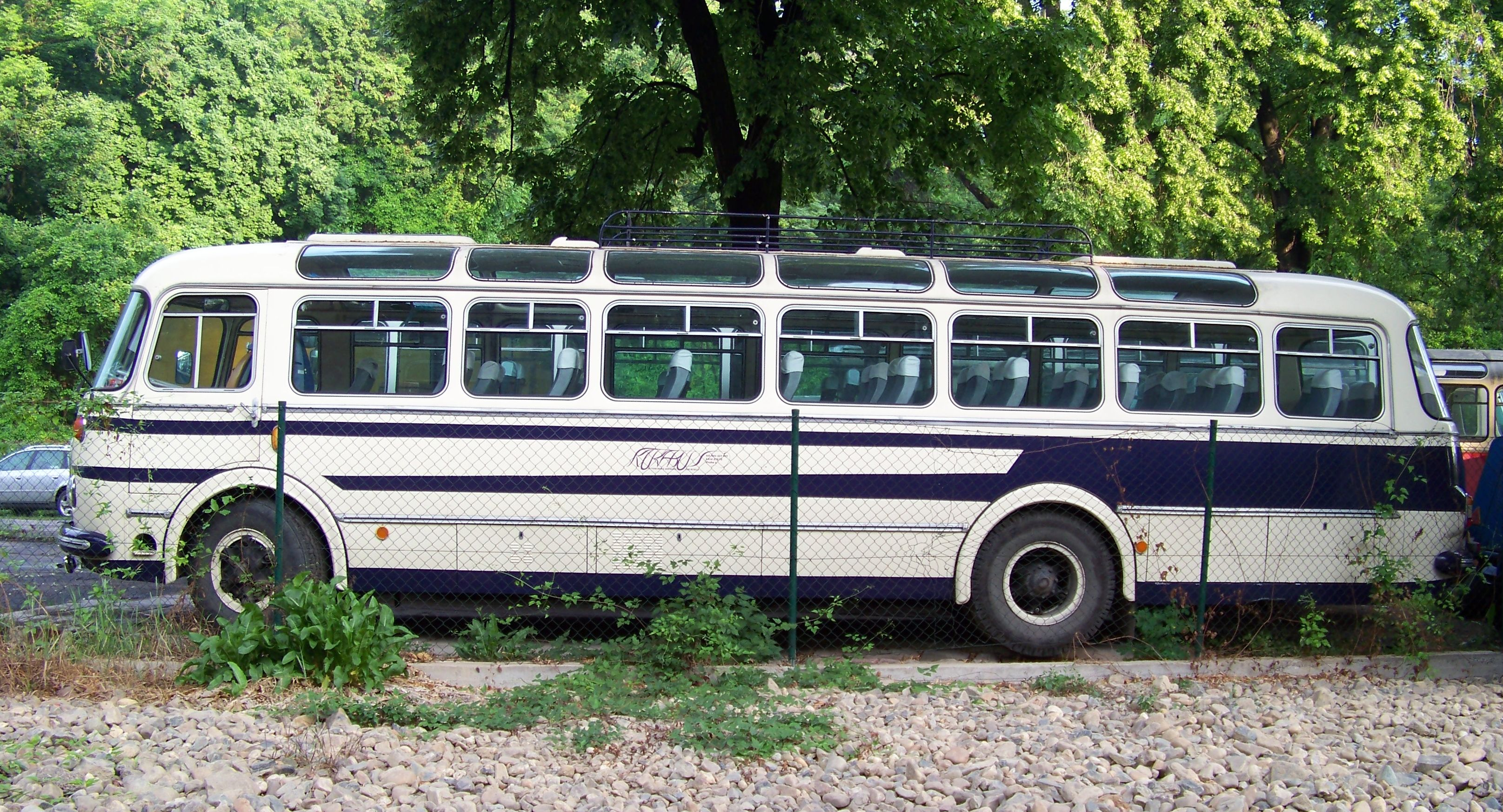
Dálková verze Škoda 706 RTO LUX
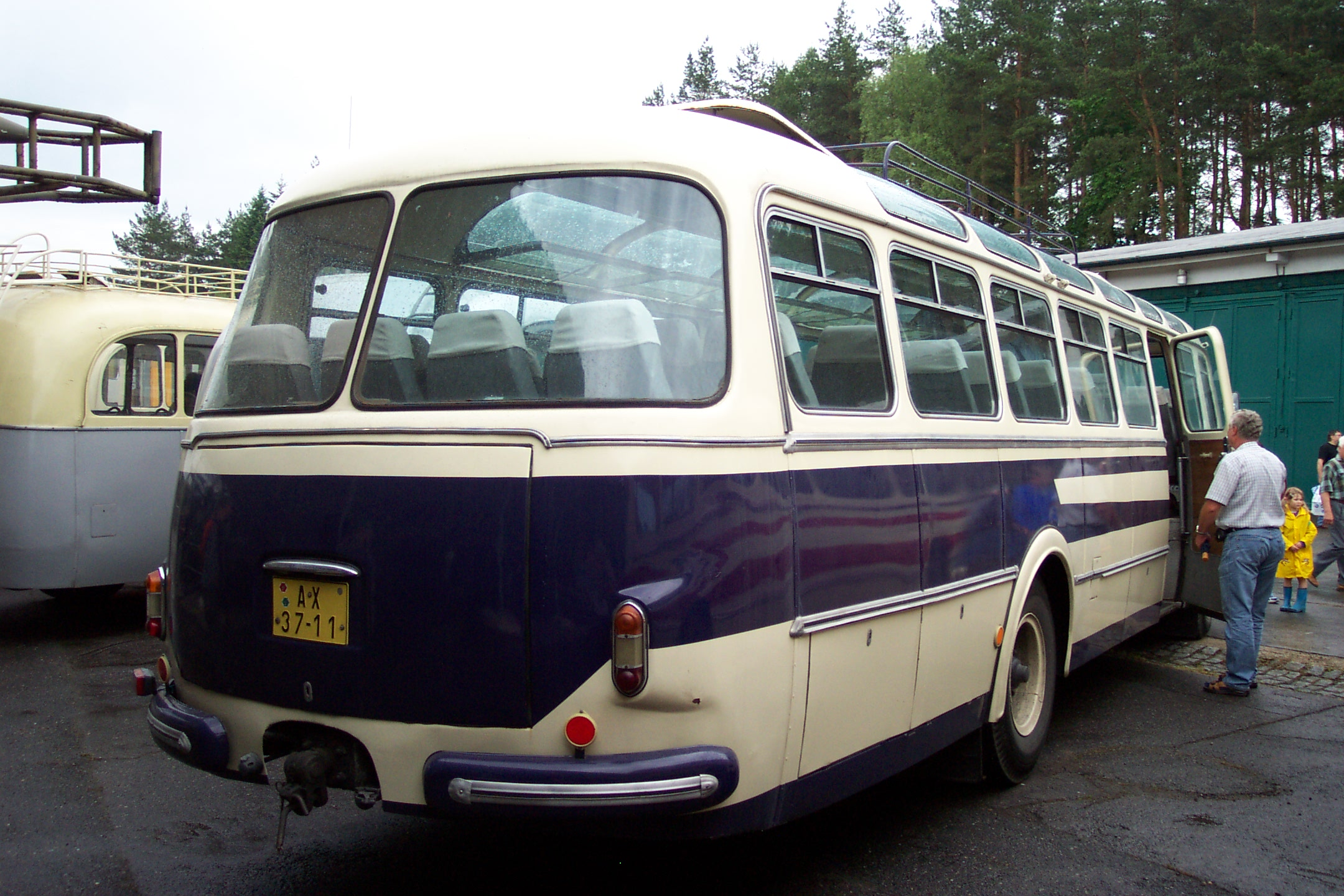
Škoda 706 RTO LUX
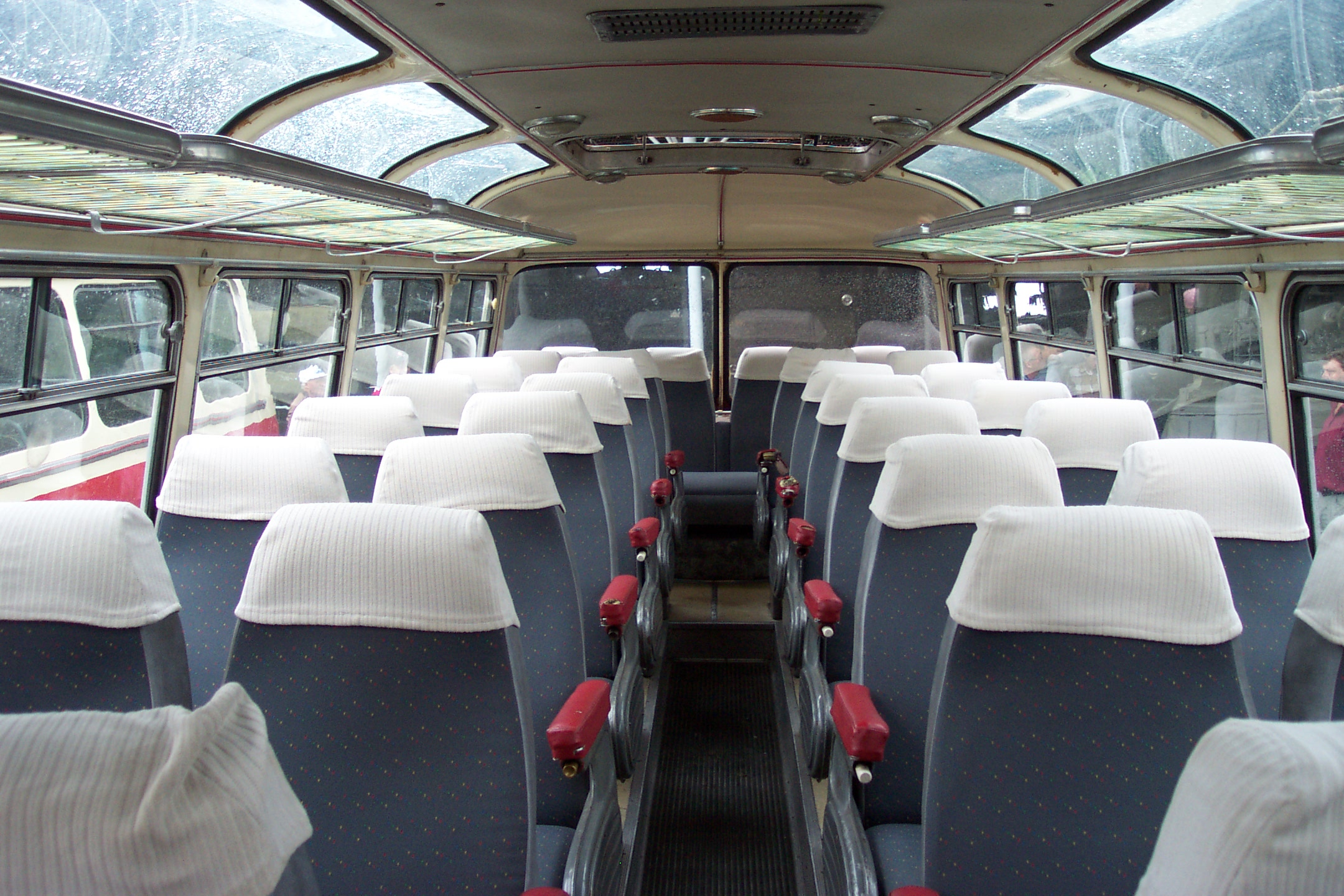
Škoda 706 RTO LUX, interiér
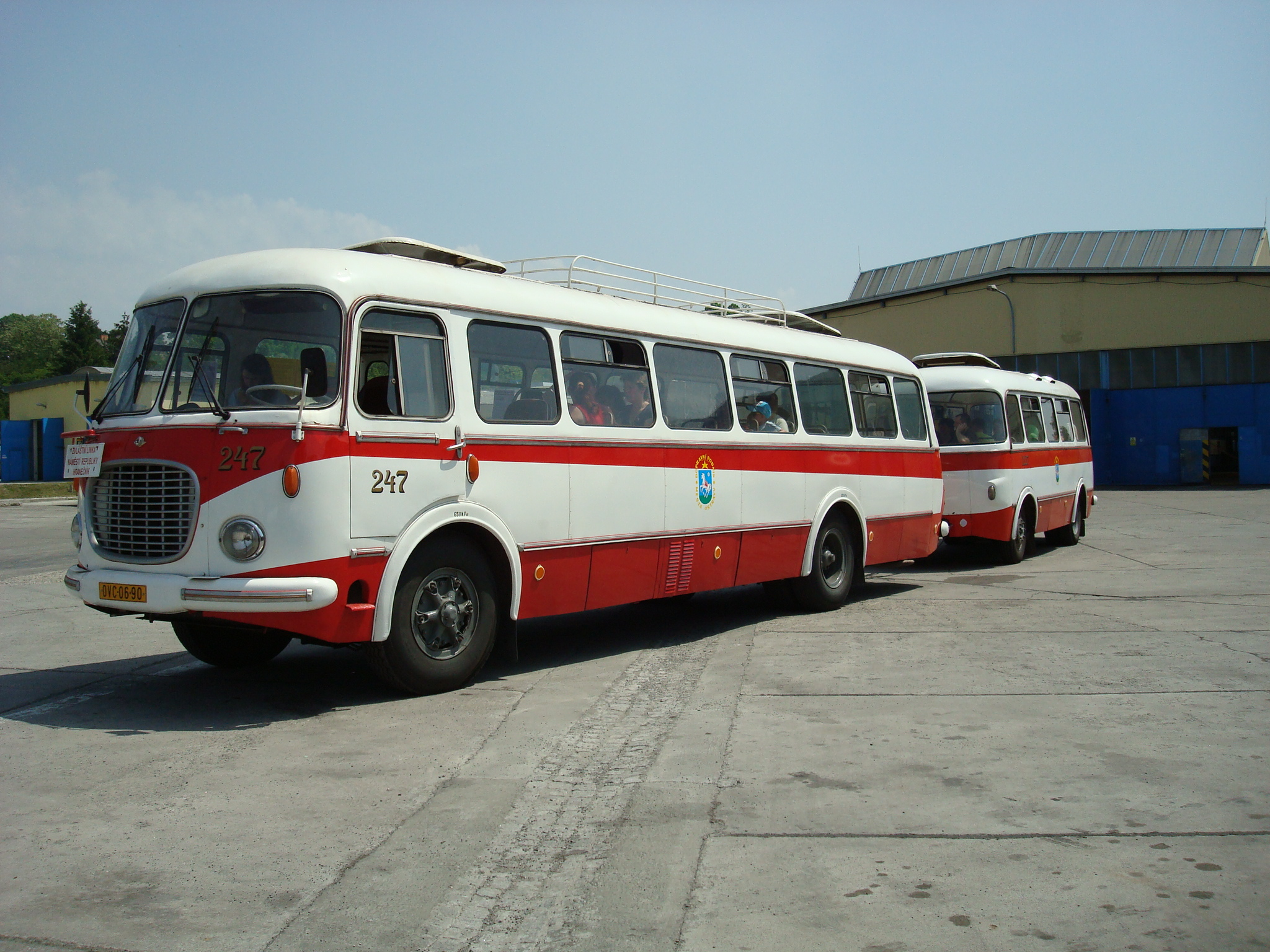
Ostravský linkový autobus Škoda 706 RTO KAR s vlečným vozem Jelcz PO-1E
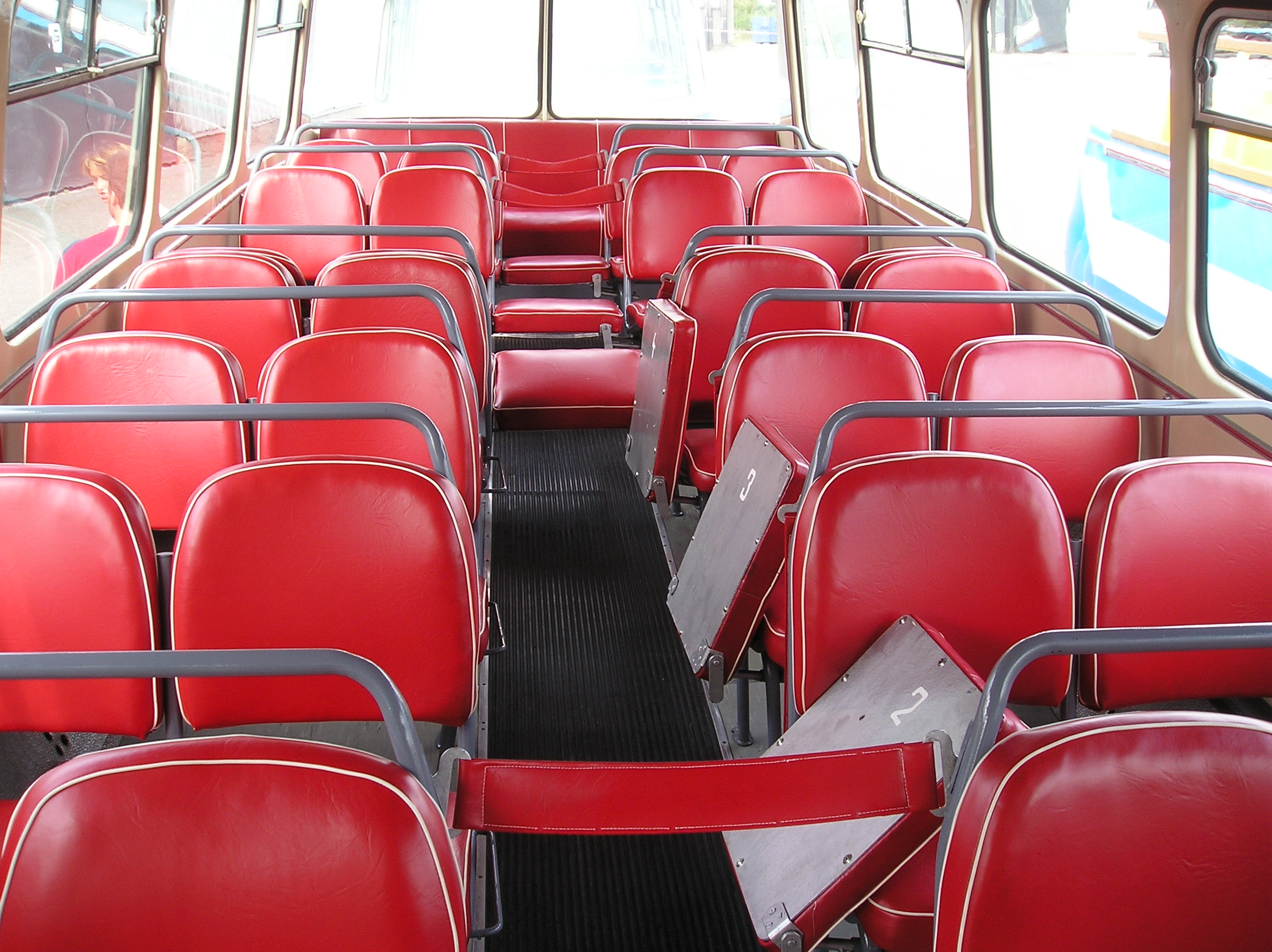
Interiér vozu Škoda 706 RTO
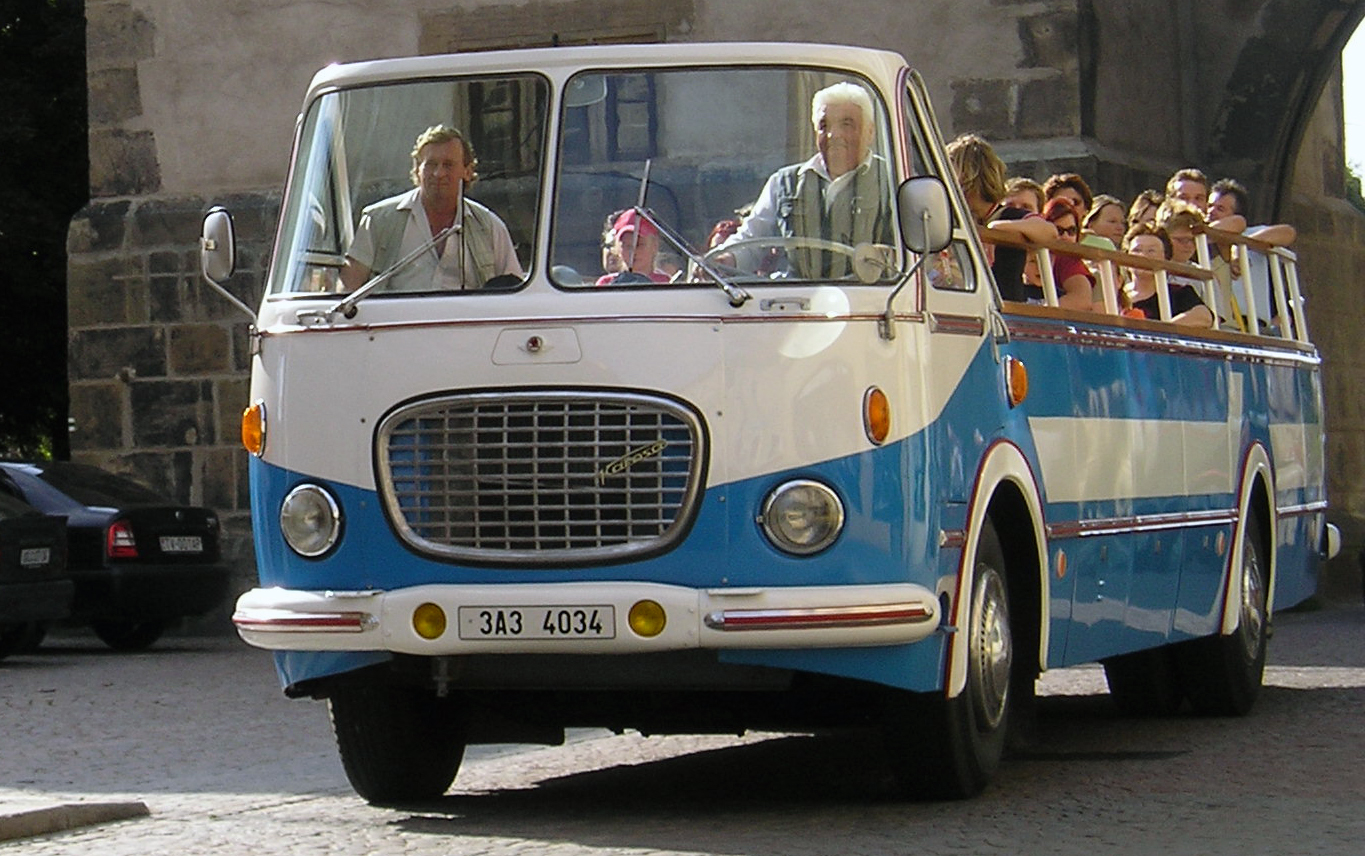
Vyhlídkový autobus Škoda 706 RTO upravený na kabriolet
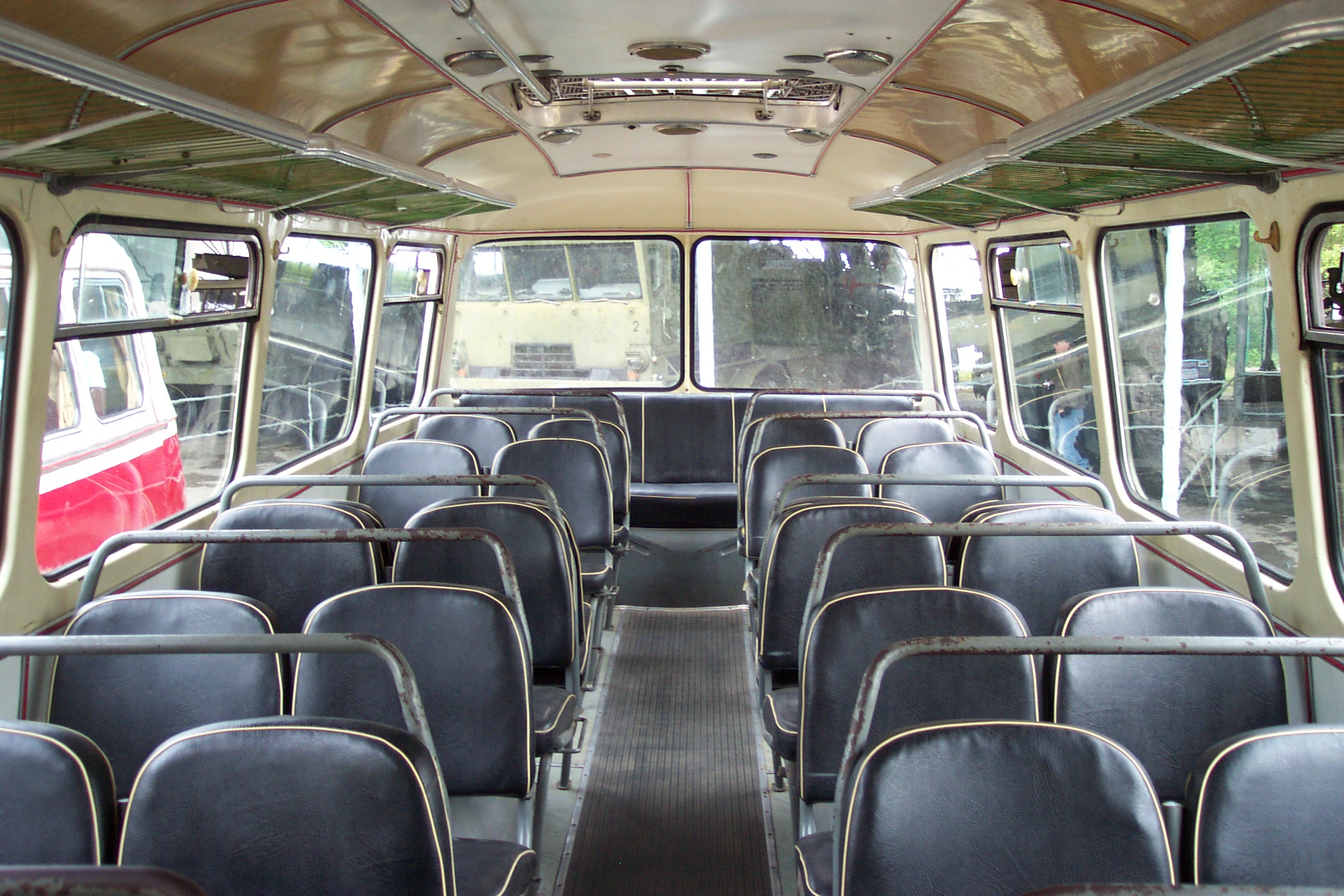
Interiér autobusu Škoda 706 RTO KAR
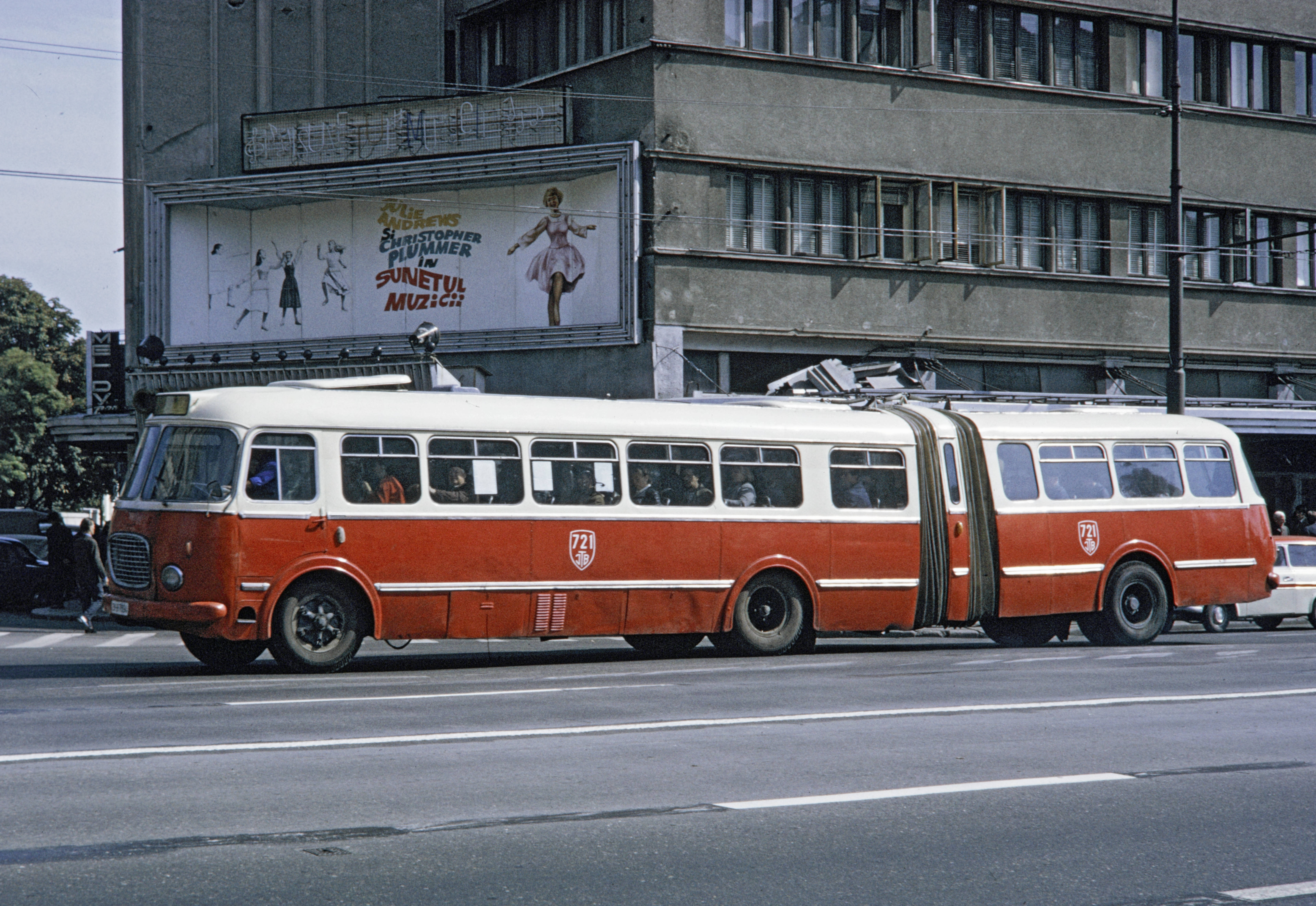
Rumunský kloubový autobus, sestavený ze dvou 706 RTO MEX, Bukurešť 1970

## Varianty
Autobusy 706 RTO byly vyráběny ve čtyřech variantách: 706 RTO MTZ (městský tuzemský), 706 RTO MEX (městský exportní), 706 RTO KAR (meziměstský linkový) a 706 RTO LUX (meziměstský dálkový – autokar). Poslední modifikací vozu 706 RTO byl kloubový autobus Škoda 706 RTO-K vyrobený v jediném exempláři.
- MTZ - městský autobus pro tuzemské zákazníky. Má dvoje skládací elektropneumaticky ovládané dvojkřídlové dveře. Modifikace MTZ byla dodávána všem dopravním podnikům v Československu a byla primárně určena pro provoz v rámci městské hromadné dopravy. Některé autobusy (dle provozovatele) byly také vybaveny místem pro průvodčího.
  - Kapacita: k sezení 20 až 39 míst (sedačky pro cestující většinou v rozmístění 2+1, výjimečně 2+2), k stání 43 až 58
  - Rozměry: délka 10 810 mm, šířka 2 500 mm, výška 2 900 mm
  - Hmotnosti: pohotovostní 8 590 kg, nosnost 5 810 kg, celková 14 400 kg
  - Maximální rychlost: 65 km/h
  - Spotřeba paliva: 28 l/100 km

- MEX - městský autobus určený pro export. Varianta MEX se příliš nelišila od MTZ. Rozdíly byly pouze v detailech (např. u vozů pro Kubu to byly masivní nárazníky), některé vozy MEX dokonce jezdily i v československých městech.

- KAR - verze pro meziměstskou linkovou dopravu, tj. především jako linkové vozy ČSAD, ale i tuto variantu zakupovali v menším množství někteří provozovatelé MHD. Má jedny elektropneumaticky ovládané dveře (výroba z Vysokého Mýta dvoukřídlé, výroba Holýšov čtyřkřídlé), koženkou čalouněná sedadla a nad nimi odkládací síťkový nosič. Na střeše je zahrádka (nosič zavazadel). Varianta KAR byla ze všech modifikací výrobně nejpočetnější.
  - Kapacita: míst k sezení 41+2 (uspořádání sedaček 2+2), k stání 38
  - Rozměry: délka 10 810 mm, šířka 2 500 mm, výška 3 180 mm
  - Hmotnosti: pohotovostní 8 700 kg, nosnost 5 700 kg, celková 14 400 kg
  - Maximální rychlost: 75 km/h
  - Spotřeba paliva: 26 l/100 km

- LUX - verze pro dálkovou dopravu, byly používány na dálkových vnitrostátních i mezinárodních linkách. Má jedny mechanické dveře. Sedadla mají pružinami pérované polštáře, sklápěcí opěradla a loketní opěrky. Za sedadly jsou síťky na drobné předměty a popelníky. Sedadla a stěny jsou čalouněny koženkou, na oknech jsou záclonky. Má zasklené přechodové oblouky mezi střechou a boky, popřípadě i střechu – tato verze je k vidění ve známém filmu Florenc 13.30.
  - Kapacita: míst k sezení 38+2
  - Rozměry: délka 10 810 mm, šířka 2 500 mm, výška 2 980 mm
  - Hmotnosti: pohotovostní 8 950 kg, nosnost 3 850 kg, celková 12 800 kg
  - Maximální rychlost: 85 km/h
  - Spotřeba paliva: 23 l/100 km

## Provoz
Díky monopolnímu postavení společnosti Karosa se vozy 706 RTO objevily ve všech československých městech i na spojích ČSAD meziměstských i dálkových. Poslední autobusy 706 RTO dojezdily v roce 1986 na středním Slovensku a na Vsetínsku.
Tyto autobusy také byly exportovány (např. na Kubu, do Egypta, Bolívie, Rumunska, Afghánistánu, Tuniska a do mnoha dalších zemí).
Bukurešťský dopravní podnik ITB (Interpredera Transport Bucureşti) podle polského vzoru Jelcz AP 02 vyvinul a vyráběl kloubové autobusy, sestavené ze dvou 706 RTO MEX. Mezi lety 1965–1968 takto vzniklo asi 150 vozidel.

## Přívěsy a návěsy
V roce 1961 byl představen prototyp autobusového návěsu Karosa NO 80 odvozeného z autobusu Škoda 706 RTO. K sériové výrobě však nedošlo.
Polský autobusový přívěs Jelcz PO-1 se však hromadně vyráběl a byl používán i v Československu.

## Historické vozy
Protože bylo do dnešní doby zachováno mnoho autobusů Škoda 706 RTO, následující výčet rozhodně není kompletní.
Česko
- ČSAP Nymburk (1× LUX, 1× KAR, 1× upravený kabriolet, 1× osobní návěs NO 80)
- ČSAD autobusy Plzeň (2× KAR)
- Dopravní podnik města Brna (vůz neznámého původu ev. č. 2253, verze CAR, SPZ RT0 DPMB5)[4]
- Dopravní podnik města České Budějovice (vůz ev. č. 128, verze MTZ)
- Dopravní podnik měst Mostu a Litvínova (vůz ev. č. 150, verze MEX)
- DP Ostrava (vůz ev. č. 247, verze KAR)
- DP Pardubice (vůz ev. č. 28 verze MTZ)
- DP Praha (vůz ev. č. 4781, interně ev. č. 9008, verze MTZ, ex DP Jihlava ev. č. 141)
- Nová Bystřice (snad jezdí stále na pravidelných linkách JH Bus s.r.o.)
- DS Zlín - Otrokovice (vůz ev. č. 2 verze MTZ, SPZ 3Z6 6930)
- Technické muzeum v Brně (brněnský vůz ev. č. 202, verze MTZ, SPZ V 4479)[5]
- Plzeňské městské dopravní podniky (vůz ev. č. 51, verze MTZ, SPZ 2P8 4784)
- BusLine (1× MTZ, SPZ LIA 53-84; 1× KAR, SPZ 3L3 8000)
- ČSAD Autobusy Karlovy Vary (1× LUX, SPZ SOA 13-88)
- TS Příbram (1× KAR, SPZ PB 34-40)
- ČSAD Jihotrans (1× LUX, SPZ CBA 19-49)
- Arriva Střední Čechy (1× LUX, SPZ 11V 2499, 2017 ex PROBO BUS)
- ZDAR (1× KAR)
- P-transport (1× KAR, SPZ NAA 55-33)
- Magic Bus (LUX, SPZ 14V 0142)
- Stenbus (CAR, SPZ 7A2 3086)
- Autobusy VKJ (CAR)
- Arriva Morava (LUX)

Slovensko
- DP Bratislava (vůz ev. č. 236 verze MTZ)
- SAD Trnava (1× LUX, SPZ TT-H040)
- SAD Zvolen (1x Cabrio)
- SAD Prešov (1x LUX)
- VBD o.z. Košice (1x KAR, 1x LUX)
- sokromá osoba Široké (1x LUX)
- soukromá osoba Pezinok (1x LUX)

Německo
- BBG Eberswalde (1× KAR, SPZ BAR B109H)

Soukromé sbírky
- ŠKODA BUS KLUB PLZEŇ (LUX r. v. 1961; verze TRST, pojízdná transfuzní stanice, r. v. 1964)
- Nitra (LUX, vůz je garážovaný ve Slovenském zemědělském muzeu, patří soukromým osobám)
- ANVI TRADE s.r.o. (LUX, SPZ AX 38-60)[6]
- KHA Bratislava (1× LUX, SPZ BA-794CI; 1× KAR)
- neznámý vlastník (1× KAR, SPZ 06V 0142 původně FTL Prostějov)
- občanské sdružení Za záchranu historických autobusů a trolejbusů Jihlava (jihlavský vůz ev. č. 141 verze MTZ)
- neznámý vlastník (1× KAR, SPZ 02V 0608)
- Jiří Benda, Bítovčice (1× KAR, SPZ 06V 0641)
- Nadační fond Klíček Praha (1× KAR, SPZ 8A9 2561)
- Ivan Pacák (1× KAR, SPZ LI 73-88)
- Martin Uher (1× LUX, SPZ V 5171; 1× KAR, SPZ PZA 74-72; 1× MTZ, SPZ )
- Nadační fond Klíček Praha (1× KAR, SPZ 8A9 2561)
- Povoznictví Vitostav - Praha (1× LUX, SPZ 1AE 2599)
- soukromý sběratel (1× KAR, SPZ 1SC 0778)
- soukromý sběratel (1× KAR, SPZ 706 SK0DA)
- soukromý sběratel (1× KAR, SPZ 11V 2611)
- soukromý sběratel (1× KAR, SPZ 2AP 1111)
- soukromý sběratel (1× KAR, SPZ 01V 0845)
- soukromý sběratel (1× KAR, SPZ 3A6 8802)
- soukromý sběratel (LUX, SPZ 1H7 5000)
- soukromý sběratel (LUX, SPZ 4H3 3553)
- soukromý sběratel (1× KAR, SPZ 11V 3979)
- Retro Auto Muzeum (KAR, SPZ HKA 44-44)
- neznámý vlastník (KAR, ex RTO Club)
- RTO Club (CAR, v renovaci)
- Muzeum Výtopna Zdice (1x RTO CAR ex fotbal Příbram, prošel SVA Holýšov - toho času renovace)
- Jan Koušek (LUX, SPZ 01V 0845)
- Madeta (pojízdná prodejna mléčných výrobků „Madetka“ od r. 2018)[7]
- soukromý sběratel – autobus z roku 1966 přestavěný v 90. letech Jindřichem Wlochem pro přepravu lodě (SPZ OVB 1314)[8]

## Odrazy v kultuře
Dálková verze Škoda 706 RTO LUX byla hlavním neživým spoluúčinkujícím v československém filmu Florenc 13.30 z roku 1957.